# 中华人民共和国外交部驻澳门特别行政区特派员公署
中华人民共和国外交部驻澳门特别行政区特派员公署，簡稱外交部驻澳特派員公署，是1999年12月20日，中华人民共和国外交部根據《中华人民共和国澳门特别行政区基本法》，在澳门設立的，負責處理澳门與外國政府和國際組織之間的外交事務的外交機構。
特派員公署是中华人民共和国中央人民政府派駐澳门的三個正式單位之一，另外兩個分別是中央駐澳聯絡辦公室（中聯辦）和解放軍駐澳部隊。

## 职能
根据《外交部驻澳门特别行政区特派员公署职能配置、内设机构和人员编制规定》，驻澳门特别行政区特派员公署有以下职能：
- 处理由中央人民政府负责管理的与澳门特别行政区有关的外交事务。
- 协调处理澳门特别行政区参加有关国际组织和国际会议事宜；协调处理国际组织和机构在澳门特别行政区设立办事机构问题；协调处理在澳门特别行政区举办政府间国际会议事宜。
- 处理有关国际公约在澳门特别行政区的适用问题；协助办理中央人民政府授权澳门特别行政区与外国谈判缔结有关双边协定的事宜。
- 协调处理外国在澳门特别行政区设立领事机构或其它官方、半官方机构的有关事宜，办理有关领事业务。
- 办理中央人民政府和外交部交办的其它有关事务。

## 内设机构
根據《外交部驻澳门特别行政区特派员公署职能配置、内设机构和人员编制规定》，外交部驻澳特派員公署設置下列機構：
- 政策研究室
- 综合业务部
- 公共外交和新闻部
- 領事部
- 办公室

## 歷任特派員
1. 原　焘（1999年12月[1]－2002年7月[4]），曾任中华人民共和国驻巴西大使。
2. 万永祥（2002年9月－2008年5月），曾任中华人民共和国驻朝鲜、巴西大使[5]。
3. 卢树民（2008年5月－2011年7月），曾任中国外交部美大司副司长、中华人民共和国驻加拿大、印度尼西亚大使[6]。
4. 胡正跃（2011年7月－2015年10月），曾任中华人民共和国驻马来西亚大使，外交部部长助理兼外交部亚洲司司长[7]。
5. 叶大波（2015年10月－2018年8月），曾任中华人民共和国驻多米尼克、缅甸大使，中央外事工作领导小组办公室副主任[8]。
6. 沈蓓莉（2018年8月－2021年2月），曾任中共中央对外联络部部长助理兼办公厅主任、中华人民共和国驻英国使馆公使[9]。
7. 刘显法（2021年2月－），曾任中华人民共和国外交部部长助理、驻肯尼亚特命全权大使[10]。